# Huejotal
Huejotal är en ort i Mexiko.   Den ligger i kommunen Huaquechula och delstaten Puebla, i den sydöstra delen av landet, 100 km sydost om huvudstaden Mexico City. Huejotal ligger 1 456 meter över havet och antalet invånare är 298.
Terrängen runt Huejotal är platt åt sydost, men åt nordväst är den kuperad. Runt Huejotal är det ganska tätbefolkat, med 75 invånare per kvadratkilometer. Närmaste större samhälle är Izúcar de Matamoros, 16,5 km sydost om Huejotal. I omgivningarna runt Huejotal växer huvudsakligen savannskog.